# Tiberio Cenci
Tiberio Cenci (Roma, 1580 - Roma, 26 de fevereiro de 1653) foi um cardeal do século XVII

## Biografia
Nasceu em Roma em 1580. Filho de Ludovico Cenci, nobre romano, e Laura Lante. De uma família nobre e antiga. Sobrinho do Cardeal Marcello Lante della Rovere (1606), por parte de mãe. Tio do Cardeal Gaspare Mattei (1643), por parte de mãe. Outros cardeais da família são Baldassare Cenci, Sr (1695), Serafino Cenci (1734), e Baldassare Cenci, Jr. (1761).
Obteve o doutorado em utroque iure, tanto em direito canônico quanto em direito civil..
Camareiro de honra do Papa Clemente VIII (1592-1605). Referendário dos Tribunais da Assinatura Apostólica de Justiça e de Graça. Cânone da basílica patriarcal do Vaticano, 21 de setembro de 1602. Governador de Jesi, 1612. Governador de Spoleto, 1614. Governador de Campagna e Marittima, 1615. Vice-governador de Fermo, 27 de junho de 1618..
Eleito bispo de Jesi, em 24 de novembro de 1621. Consagrado (nenhuma informação encontrada). Governador de Loreto, 20 de abril de 1622..
Criado cardeal sacerdote no consistório de 6 de março de 1645, com dispensa de ter um tio e um sobrinho no Sagrado Colégio dos Cardeais; recebeu o chapéu vermelho e o título de S. Calisto, em 24 de abril de 1645..
Morreu em Roma em 26 de fevereiro de 1653, extra Cúria Romana. Exposto e enterrado na catedral de Jesi..